# سلطان علی اسکندر شاه

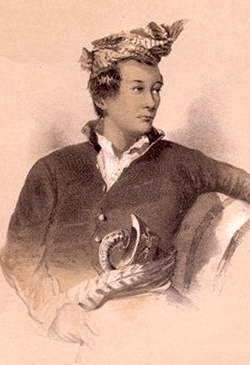
سلطان علی اسکندر

سلطان علی اسکندر شاه اول ابن المرهوم سلطان احمد حسین معظم شاه اول (Malay: سلطان علی اسکندر شاه اول المرحوم سلطان احمد حسین عالی شاه اول) بیستمین سلطان جوهور بود، که پس از مرگ پدرش سلطان حسین شاه پس از مرگ طبیعی در سال ۱۸۳۵ جانشین پدرش شد. در طول بیست سال بعد، ادعای سلطان علی مبنی بر سلطان جوهور بودن تنها توسط برخی از بازرگانان و چند مالایی به رسمیت شناخته شد. سلطان علی نیز مانند پدرش یک پادشاه دست نشانده بود و نقش حداقلی را در امور اداری ایالت که تحت نظارت تمنگگونگ و بریتانیا قرار داشت، ایفا می‌کرد. در سال ۱۸۵۵، سلطانعلی در ازای به رسمیت شناختن رسمی به عنوان «سلطان جوهور» توسط بریتانیا و دریافت کمک هزینه ماهانه، حقوق حاکمیت جوهور (به جز کسان در موار واگذار کرد. پس از جدایی جوهور، سلطان علی تا زمان مرگش در سال ۱۸۷۷ مسئولیت اداری بر معار اعطا شد و در بیشتر امور اداری اغلب به عنوان «سلطان معار» نامیده می‌شد. 